# HD 89307
HD 89307 (HIP 50473) es una estrella en la constelación de Leo de magnitud aparente +7,06. Se encuentra a 106 años luz de distancia del sistema solar. En 2004 se anunció el descubrimiento de un planeta extrasolar en órbita alrededor de esta estrella.
HD 89307 es una enana amarilla de tipo espectral G0V cuya temperatura superficial es de 5961 ± 34 K.
Es un análogo solar con unas características físicas muy similares a las del Sol.
Tiene una luminosidad un 24% mayor que la solar y una masa apenas un 1% mayor que la del Sol.
Su radio es un 10% más grande que el radio solar y gira sobre sí misma con una velocidad de rotación proyectada de 2,9 km/s.
En cuanto a su edad, puede ser algo más antigua que nuestro Sol, con una edad aproximada de 4900 ± 2900 millones de años.
HD 89307 presenta un contenido metálico un 25% inferior al solar, siendo su índice de metalicidad [Fe/H] = -0,12.
Los niveles de silicio, titanio, sodio y níquel son también inferiores a los del Sol.
En cuanto al litio, la abundancia relativa de este elemento (logє[Li] = 2,10) es inferior al valor cósmico.

## Sistema planetario
En 2004 se dio a conocer la existencia de un planeta gigante, denominado HD 89307 b, en órbita alrededor de HD 89307, con una masa estimada 2 veces la masa de Júpiter. A diferencia de otros exoplanetas descubiertos que se encuentran muy cerca de la estrella, la separación media entre HD 89307 b y la estrella es de 3,34 UA. Consiguientemente el período orbital, es de 2199 días.
| Acompañante (En orden desde la estrella) | Masa (MJ) | Período orbital (días) | Semieje mayor (UA) | Excentricidad |
| ---------------------------------------- | --------- | ---------------------- | ------------------ | ------------- |
| HD 89307 b                               | 2 ± 0,4   | 2199 ± 61              | 3,34 ± 0,17        | 0,25 ± 0,09   |